# L'ultima del Diavolo
L'ultima del Diavolo è il secondo romanzo dell’autore italiano Pietrangelo Buttafuoco, uscito nel 2008.

## Trama
Sua Eminenza Reverendissima il cardinale Taddeo Reda di Giugliano si trova a New York, ospite dell'arcivescovo di quella città, assieme al suo segretario padre Donovan, che lo assiste anche nei momenti più intimi. Il cardinale, che è un bon viveur, desidera procurarsi una scimmia ammaestrata, con relativo istruttore, per ravvivare una delle feste che dà nella sua villa di Ravello. Per tale scopo si reca in un negozio chiamato Kiki de Montparnasse, dove fa la conoscenza di un personaggio dall'aria brillante, uno scrittore di nome Nick Mac Pharpharel. Presenzia poi ad una cerimonia tenuta dal Presidente degli Stati Uniti d'America e officia una messa tridentina su richiesta del noto attore e regista Columcille. La sera, nel suo appartamento, incontra nuovamente Nick Mac Pharpharel, che si offre di aiutarlo a trovarre la scimmia purché il cardinale acconsenta a firmare un contratto: in cambio di dodici milioni di dollari, si dovrà distruggere tutta la documentazione riguardante Bāḥirā, il monaco che riconobbe il carisma profetico di Maometto e che la Chiesa ortodossa russa si appresta a santificare. Di fronte alla perplessità del cardinale, Nick Mac Pharpharel inizia allora a raccontare di quando Bāḥirā incontrò per la prima volta Maometto.
Nel 578, nell'oasi siriana di Bosra, Bāḥirā vide dei buoni presagi su una carovana di Quraysh e, intuendo che ne faceva parte qualche prediletto da Dio, invitò tutti i suoi membri a sedersi alla sua tavola. Si accorse però che mancava proprio la persona che desiderava incontrare, un bambino di otto anni che mandò a chiamare e nel quale riconobbe, in un neo tra le scapole, un segno di predestinazione. Anni dopo, Bāḥirā fu rapito in cielo dopo aver lasciato i suoi preziosi papiri al discepolo Nestor, che li fece poi pervenire ad Abū Ṭālib, zio di Maometto.
Il cardinale, che a questo punto ha capito benissimo di trovarsi di fronte a un demonio, accetta la proposta di quest'ultimo, per impedire che possa avvenire una sorta di legittimazione dell'islam da parte del cristianesimo. Qualche giorno dopo torna a Roma, facendo il viaggio in aereo accanto a doña Sabela, una spagnola di mezza età esponente del jet-set internazionale. In Vaticano si consulta col vice decano Gualtiero Trigona, suo vecchio amico, a cui racconta dell'incontro con Mac Pharpharel e del patto siglato con lui; i due porporati vanno poi a cena al ristorante La Veranda dell'Hotel Columbus, a poca distanza, dove trovano doña Sabela, che s'intromette nella loro conversazione, nella quale parlano anche di come, secondo le credenze degli sciiti duodecimani, il mahdi annoverebbe tra i suoi antenanti anche san Pietro. Doña Sabela rivela di aver conosciuto l'ayatollah Khomeini in esilio a Parigi e presenta ai prelati la sua giovane amica Alina, sorella del pope russo Pavel, la quale racconta loro la storia della principessa Narciso.
Era questa una principessa bizantina, discendente da san Pietro, che fu testimone di prodigi grazie ai quali riuscì a sfuggire a un matrimonio impostole dall'imperatore suo nonno e ricevette in sogno la visita di Fatima. Fatta prigioniera dagli arabi in guerra col suo popolo, accettò la sua condizione di schiava perché così avrebbe incontrato lo sposo che le era stato promesso, l'imam Hasan al-'Askari, pure condotto da lei da una serie di sogni premonitori.
Al bar dell'Hotel si palesa poi Nick Mac Pharpharel, che richiama il cardinale al rispetto del contratto e lo conduce dallo studioso Scipione Romualdo Romualdi. Questi cita i passi dell'Antico Testamento che sembrerebbero presagire la venuta di Maometto e che potrebbero aver influenzato Bāḥirā. Il cardinal Taddeo viene poi raggiunto dalla notizia che il vice decano è morto e Nick Mac Pharpharel racconta della ribellione sua e di altri angeli all'Altissimo, secondo la versione contenuta nel Corano, quindi di come sobillò i meccani ancora politeisti contro i primi musulmani, che per suggire alle persecuzioni si rifugiarono in Abissinia. Quando l'inviato 'Amr ibn al-'As si recò dal negus per chiedergli che gli consegnasse i fuggitivi, il sovrano etiope volle sapere in che cosa consistesse la nuova religione: l'eloquenza di Ja'far, portavoce degli emigrati, lo convinse che la differenza col cristianesimo copto da lui praticato era minima, cosicché declinò la richiesta di 'Amr.
Il cardinale, che si è assopito su una poltrona dell'albergo, viene poi svegliato per i maneggi di Nick Mac Pharpharel e del suo aiutante Rosto che preparano una trappola per l'anima del pope Pavel. Taddeo, indignato,anche perché sospetta che la morte di Trigona sia opera loro, minaccia dapprima di recedere dal contratto, ma poi parte assieme a loro per Ravello, dove si terrà la festa per la quale agognava tanto la scimmia.
Alla festa partecipano anche doña Sabela, che lavora per il Patriarcato di Mosca, e Romualdi. Nick Mac Pharpharel rivela che i papiri di Bāḥirā si trovano dal 1942 nella basilica di San Nicola a Bari, nella quale egli non può mettere piede, e racconta di quando il califfo 'Umar entrò in Gerusalemme senz'armi, dopo averla assediata. Alla mattina, terminata la festa, il prelato e i due demoni partono per Bari, dove sotto una lapide di marmo della basilica trovano la custodia dei papiri, che vengono dati alle fiamme.
Padre Donovan comunica al cardinale che il santo padre ha richiesto il suo pensionamento, che egli accetta di buon grado, annunciando di aver intenzione di stabilirsi presso la comunità siro-cattolica di Bosra.
Appena ritiratosi nell'eremo che fu di Bāḥirā e di Nestor, scende su di lui l'angelo della morte, che separa l'anima dal corpo. Gli angeli Munkar e Nakir valutano le azioni buone e cattive e giudicano degna la sua anima di accedere al Paradiso. Rosto e Nick Mac Pharpharel se ne vanno a mani vuote.

## Personaggi
Le descrizioni in corsivo sono prese dal capitolo I personaggi (in ordine di apparizione), in Buttafuoco 2008, pp. IX-XII.

### Contemporanei
- Sua Eminenza Reverendissima (ovvero SER) il cardinale Taddeo Reda di Giugliano, "uomo fatto di sessantatré anni, napoletano e cosmopolita", consigliere diplomatico della Santa Sede.
- Padre Gregorius Donovan, il suo segretario: un poco speziale, un poco barbiere.
- Bastiano Currera, amico di vecchia data del cardinale.
- Monsignor Randolphus, "austero testimone della nunziatura" di Washington, rettore della cattedrale di San Patrizio.
- Nick Mac Pharpharel, il Diavolo ('o Riavulo). Incarica SER di trovare e distruggere i papiri studiati e tramandati nei secoli dal monaco Bāḥirā. Il suo nome è chiaramente ispirato a quello del demonio Farfarello.
- Don Alfonso, ambasciatore di Spagna, "un cattolico odiatore di Zapatero".
- Doña Sabela Saráivas, amministratore delegato della Esso. Consulente della Federazione Russa, veterana del KGB. Anche lei, come molti protagonisti di questa storia, sulle tracce dei papiri di Bahira.
- George W. Bush, "il signor presidente degli Stati Uniti".
- Laura Bush, la fist lady.
- Columcille, attore e regista, grande amico di Sua Eminenza. È ispirato chiaramente a Mel Gibson[3].
- L'arcivescovo di New York, ospite di SER durante il suo soggiorno a Manhattan.
- Pavel, pope di Mosca. Cerca i papiri di Bahira per elevare il monaco agli altari della Chiesa Ortodossa.
- Rosto Sfricchio, demone. È l'autista di Mac Pharpharel.
- Gualtiero Trigona, cardinale vice decano del Sacro Collegio.
- Alina, amica di doña Sabela e sorella del pope Pavel.
- Scipione Romualdo Romualdi, "preside in pensione, professore emerito di storia e vari orientalismi.
- Laura De Sanctis, strega ammaliatrice, bellissima fidanzata di Scipione Romualdo Romualdi.
- Chung Ling Soo, ammaestratore di scimmie e scimpanzé.
- La scimmia, allieva di Chung Ling Soo, Protagonista del principale numero d'intrattenimento del sabba.
- 'Isra'il, arcangelo dalle quattro facce e dalle quattrocento ali. È l'Angelo della Morte.
- Munkar e Nakir, angeli inquisitori.
- Aziz, "barba bionda, occhio ceruleo, parola pronta", è l'autista sciita di SER a Bosra, in Siria. Probabile militante Hezbollah.
- Marzia Fasano, napoletana, ingegnere. Direttrice dei lavori di scavo presso il cenobio di Bahira a Bosra.

### Passati
- Bāḥirā, monaco cristiano nestoriano. Nell'eremo di Bosra conserva e studia per tutta la vita gli antichissimi papiri che recano l'annuncio della venuta di un profeta tra gli arabi. Incontrato Maometto bambino, riconosce in lui il segno della profezia.
- Shaytan (o Iblīs), il Diavolo Capo.
- Maometto, il profeta dell'Islam e il sigillo della profezia.
- Abū Ṭālib, zio di Maometto e capo della tribù Quraysh, che controlla i commerci a Mecca. È indicato da Bahira come primo custode dei papiri.
- Nestor, monaco cristiano nestoriano. Prende il posto di Bahira a Bosra dopo la sua morte.
- Maysarah, servo di Maometto.
- Khadijah, "vedova di due mariti, signora ambita per bellezze e doti. È la sposa di Maometto.
- Waraqah il cristiano, cugino di Khadijah. A lui Abu Talib affida i papiri.
- Narciso, discendente diretta di Simon Pietro, va sposa all'undicesimo imam Hasan al-'Askari. Narciso sarà dunque la madre del dodicesimo imam, il Mahdi, di cui i mussulmani sciiti attendono la ricomparsa.
- ´Ali Naqi, "colui che si affida a Dio", è il decimo imam.
- Kafur, servitore di ´Ali Naqi.
- Bashar, messo di ´Ali Naqi, libera dalla schiavitù la principessa Narciso, futura sposa di Hasan al-'Askari, e la conduce a Samarra.
- Hasan al-'Askari, "il Taciturno", è l'undicesimo imam, sposo di Narciso.
- Sophia, sorella di ´Ali Naqi.
- Buraq, "il Fulmine", bianco destriero alato.
- Il negus d'Abissinia, sovrano cristiano. Alla sua corte si rivolgono i seguaci di Maometto in fuga da Mecca, portandogli in dono i papiri di Bahira.
- Ja'far, guida della comunità degli esiliati meccani presso il negus.
- Mus'ab, aiutante di Jafar.
- 'Amr ibn al-'As, capo della delegazione di Quraysh inviata in Abissinia per ottenere la consegna dei rifugiati meccani.
- 'Umar, il califfo, espugna Gerusalemme nel 638 entrando in città in abito da penitente, non come conquistatore.
- Sofronio, patriarca cristiano di Gerusalemme. Custode del libro sacro di Bahira dopo il negus, lo offre a sua volta in dono al califfo 'Umar.
- Alessandro il Macedone, "l'Iskandar". Al santuario di Siwa, in Libia, raccoglie il testo della profezia poi trascritta sui papiri che il Disegno del destino metterà in mano a Bahira.

## Edizioni
- Pietrangelo Buttafuoco, L'ultima del Diavolo, collana Scrittori italiani e stranieri, Milano, Mondadori, 2008, ISBN 978-88-04-56224-5.
- Pietrangelo Buttafuoco, L'ultima del Diavolo, collana Oscar Contemporanea, Milano, Mondadori, 2009, ISBN 978-88-04-58553-4.